# テレビ東京系列日曜朝8時30分枠のアニメ
本項では、テレビ東京系列で毎週日曜8:30 - 9:00（日本標準時）に放送されていた、もしくは放送されているテレビアニメの作品について取り上げる。

## 概要
この枠では1990年10月より金曜19:30枠から移動する形で、1993年3月までは『釣り・ロマンを求めて』が放送され、その後は『大使の国のたからもの』などのドキュメンタリー番組や『おとバラ』などのバラエティ番組が放送されたが、2001年4月からはアニメ枠に転換した。第1作は女児向けアニメ（少女向けアニメ）の『超GALS!寿蘭』が放送されたが、それ以降は一時の中断期間を挟みつつ男児向けアニメ（少年向けアニメ）枠として定着していた。
2011年10月から2013年9月までは、前半と後半それぞれ15分で別個の番組を放送する形式に移行したが、10月の『ダイヤのA』以降は8:30 - 9:00の30分枠に戻っている。
番組の放送期間は、一部の例外を除いて作品毎に4クール（1年）までとなっている。なお、『メタルファイト ベイブレード』のように放送期間はそのままで、1年ごとにタイトルを変えながら継続して放送するケースも多く見られた。

## 作品リスト
冒頭にある○印の番組はBSテレ東（旧：BSジャパン）でも遅れネットで放送された（される）ものを指す。

### 2001年4月 - 2011年9月
| #                                                                                         | 作品名                                            | 放送期間                      | 話数   | 備考 |
| ----------------------------------------------------------------------------------------- | ------------------------------------------------- | ----------------------------- | ------ | --- |
| 1                                                                                         | 超GALS!寿蘭                                       | 2001年4月1日 - 2002年3月31日  | 全52話 | 同枠の第1作。 同番組のみ女児向け作品。 |
| 2                                                                                         | 電光超特急ヒカリアン                              | 2002年4月7日 - 2003年3月30日  | 全52話 | 同番組以降は男児向け作品を放送。 東宝との共同制作。 |
| 3                                                                                         | ソニックX                                         | 2003年4月6日 - 2004年3月28日  | 全52話 | |
| アニメ枠中断。この間はバラエティ番組『美術はたのしっ!』（2004年4月4日 - 9月26日）を放送。 |                                                   |                               |        | |
| 4                                                                                         | ○ゾイドフューザーズ                               | 2004年10月3日 - 2005年4月3日  | 全26話 | 『ゾイド』シリーズ |
| 5                                                                                         | ○ゾイドジェネシス                                 | 2005年4月10日 - 2006年3月26日 | 全50話 | 『ゾイド』シリーズ |
| 6                                                                                         | ○牙 -KIBA-                                        | 2006年4月2日 - 2007年3月25日  | 全51話 | 電通・アニプレックスとの共同制作。 |
| 7                                                                                         | ○天元突破グレンラガン                             | 2007年4月1日 - 9月30日        | 全27話 | 同番組より『ゾイドフューザーズ』以来3年半ぶりに半年間の放送枠となる。 この作品より16:9のハイビジョン制作（アナログではレターボックス）となる。 本放送終了直後に深夜帯に再放送された他、劇場版2作品も制作された。 |
| 8                                                                                         | ○メイプルストーリー                               | 2007年10月7日 - 2008年3月30日 | 全25話 | 福島中央テレビ（FCT）、テレビ新潟（TeNY）（いずれも日本テレビ系列）にも遅れネット。 |
| 9                                                                                         | ネットゴーストPIPOPA                              | 2008年4月6日 - 2009年3月29日  | 全51話 | 同番組より再度1年間の放送枠に移行。 |
| 10                                                                                        | メタルファイト ベイブレード                       | 2009年4月5日 - 2010年3月28日  | 全51話 | 同番組より『メタルファイト ベイブレード』シリーズ。 |
| 11                                                                                        | メタルファイト ベイブレード 爆                    | 2010年4月4日 - 2011年3月27日  | 全51話 | |
| 12                                                                                        | メタルファイト ベイブレード 4D （第1話 - 第26話） | 2011年4月3日 - 2011年9月25日  | 全26話 | 2011年10月2日から、放送時間を8:30 - 8:45に縮小。 |

### 2011年10月 - 2013年9月
8時30分 - 8時45分枠
| # | 作品名                                             | 放送期間                      | 話数   | 備考 |
| - | -------------------------------------------------- | ----------------------------- | ------ | --- |
| 1 | メタルファイト ベイブレード 4D （第27話 - 第52話） | 2011年10月2日 - 2012年4月1日  | 全26話 | 2011年9月25日まで、30分枠で放送。 |
| 2 | メタルファイト ベイブレード ZEROG                  | 2012年4月8日 - 2012年12月23日 | 全38話 | 同番組まで『メタルファイト ベイブレード』シリーズ。 当初は1年間の放送であったが、国内での商品展開を終了したことにより、3クールでの放送を終了。 放送予定だった残りの4クール目の14話分はレンタルDVDに1話30分の形式に7話分として収録された。 |
| 3 | クロスファイト ビーダマン eS （第13話 - 第52話）   | 2013年1月6日 - 9月29日        | 全40話 | 2012年10月7日から12月23日までは直後の8時45分 - 9時00分枠での放送。 2013年1月6日のみ新春お年玉スペシャルとして1時間枠（8時30分 - 9時00分枠）での放送。                                                                                     |

8時45分 - 9時00分枠
| # | 作品名                                          | 放送期間                      | 話数   | 備考 |
| - | ----------------------------------------------- | ----------------------------- | ------ | --- |
| 1 | クロスファイト ビーダマン                       | 2011年10月2日 - 2012年9月30日 | 全52話 | |
| 2 | クロスファイト ビーダマン eS （第1話 - 第12話） | 2012年10月7日 - 12月23日      | 全12話 | 2013年1月6日から8時30分 - 8時45分枠に移動。                                                                                           |
| 3 | ビーストサーガ                                  | 2013年1月13日 - 9月29日       | 全38話 | テレビ放送終了後、TV版全38話の半分を19話に纏め、地上波では未放送だったソアラ聖国編7話を追加した全26話が動画サイト内ほかで配信された。 |

### 2013年10月以降
| #  | 作品名                                                    | 放送期間                      | 話数              | 備考 |
| -- | --------------------------------------------------------- | ----------------------------- | ----------------- | --- |
| 1  | ダイヤのA                                                 | 2013年10月6日 - 2015年3月29日 | 全75話            | 同番組より再度30分アニメ枠となる。 2015年4月から月曜18:00 - 18:30に移動。                                            |
| 2  | デュエル・マスターズ VSR                                  | 2015年4月5日 - 2016年3月27日  | 全51話            | 同番組より『デュエル・マスターズ』シリーズ。 土曜8:30 - 9:00から移動。                                               |
| 3  | デュエル・マスターズ VSRF                                 | 2016年4月3日 - 2017年3月26日  | 全51話            | |
| 4  | デュエル・マスターズ（2017年版）                          | 2017年4月2日 - 2018年3月25日  | 全51話            | |
| 5  | デュエル・マスターズ!                                     | 2018年4月1日 - 2019年3月31日  | 全51話            | |
| 6  | デュエル・マスターズ!!                                    | 2019年4月7日 - 2020年3月29日  | 全51話            | |
| 7  | デュエル・マスターズ キング                               | 2020年4月5日 - 2021年3月28日  | 全47話            | 新型コロナウイルス感染症（COVID-19）流行の影響のため、5月3日から5月24日のみ一時本放送休止。5月31日から本放送を再開。 |
| 8  | デュエル・マスターズ キング!                              | 2021年4月4日 - 2022年3月27日  | 全43話＋特別編8話 | |
| 9  | デュエル・マスターズ キングMAX                            | 2022年4月3日 - 8月28日        | 全17話＋再放送5話 | BSではBS12 トゥエルビにて放送。                                                                                      |
| 10 | デュエル・マスターズ WIN                                  | 2022年9月4日 - 2023年3月26日  | 全29話            | BSではBS12 トゥエルビにて放送。                                                                                      |
| 11 | デュエル・マスターズ WIN 決闘学園編（デュエル・ウォーズ） | 2023年4月2日 - 2024年3月31日  | 全49話＋再放送3話 | 同番組まで『デュエル・マスターズ』シリーズ。 BSではBS12 トゥエルビにて放送。                                         |
| 12 | ○シンカリオン チェンジ ザ ワールド                        | 2024年4月7日 - 2025年3月30日  | 全39話+特別編4話  | 第2期は金曜19:25 - 19:55で放送。 本放送は2025年2月2日まで。以降はセレクション放送。                                  |